# Тевяшов, Степан Иванович (1730)
Степан Иванович Тевяшов (1730—1789) — бригадир русской императорской армии, участник Семилетней войны, один из богатейших помещиков Слободского края, владелец слобод Россошь, Ольховатка и Михайловка.

## Биография
Происходил из рода Тевяшовых. Сын острогожского полковника Ивана Ивановича Тевяшова (младшего) (ок. 1700—после 1765), племянник харьковского полковника Степана Ивановича Тевяшова (старшего; 1718—1790). Крещён в честь Стефана Сурожского.
Учился в Харьковском коллегиуме.
По окончании Семилетней войны бригадир Тевяшов вышел в отставку и занялся устройством хозяйственной жизни в своих поместьях. В 1766 году руководил расселением немцев-колонистов в Острогожском крае (1766), а через год был избран членом Уложенной комиссии от дворянства Острогожской провинции (1767).
Как полагают исследователи, в харьковском доме своего приятеля и свойственника Евдокима Щербинина Тевяшов познакомился с философом Григорием Сковородой. Впоследствии Сковорода часто останавливался у Тевяшовых и поддерживал близкие отношения с членами семьи, в частности, с полковником Степаном Ивановичем Тевяшовым (старшим) и его сыном Владимиром Степановичем Тевяшовым. Известно, что Тевяшов владел крупной коллекцией редких книг и манускриптов, с которыми в его доме мог ознакомиться Сковорода.
От брака с графиней Марией Санти (дочерью обер-церемониймейстера Франца Матвеевича) бригадир Тевяшов имел двух дочерей — Прасковью и Евдокию. Евдокия Степановна (1770—1827) была богатой наследницей и вышла замуж за Дмитрия Васильевича Черткова с большим приданным: крестьян обоего пола 13 950 душ и 200 000 десятин земли в Острогожском, Богучарском и Валуйском уездах. Их дети Александр, Николай и Иван Чертковы оставили заметный след в русской истории.